# Seznam dílů seriálu Doktorka z Dixie
Toto je seznam dílů seriálu Doktorka z Dixie. Americký komediálně-dramatický televizní seriál Doktorka z Dixie měl premiéru v letech 2011–2015 na americké stanici The CW.

## Přehled řad
| Řada | Díly | Premiéra v USA    | Premiéra v USA  | Premiéra v ČR    | Premiéra v ČR   |
| Řada | Díly | První díl         | Poslední díl    | První díl        | Poslední díl    |
| ---- | ---- | ----------------- | --------------- | ---------------- | --------------- |
| 1    | 22   | 26. září 2011     | 14. května 2012 | 24. února 2014   | 25. března 2014 |
| 2    | 22   | 2. října 2012     | 7. května 2013  | 26. března 2014  | 24. dubna 2014  |
| 3    | 22   | 7. října 2013     | 16. května 2014 | 1. prosince 2014 | 15. ledna 2015  |
| 4    | 10   | 15. prosince 2014 | 27. března 2015 | 22. září 2015    | 6. října 2015   |

## Seznam dílů

### První řada (2011–2012)
| Č. v seriálu | Č. v řadě | Původní název                | Český název          | Režie            | Scénář            | Premiéra v USA     | Premiéra v ČR   |
| ------------ | --------- | ---------------------------- | -------------------- | ---------------- | ----------------- | ------------------ | --------------- |
| 1            | 1         | Pilot                        | Začátek              | Jason Ensler     | Leila Gerstein    | 26. září 2011      | 24. února 2014  |
| 2            | 2         | Parades & Pariahs            | Přehlídka v troskách | Jason Ensler     | Leila Gerstein    | 3. října 2011      | 25. února 2014  |
| 3            | 3         | Gumbo & Glory                | Gumbo a sláva        | Andrew McCarthy  | David Babcock     | 10. října 2011     | 26. února 2014  |
| 4            | 4         | In Havoc & In Heat           | Horká vlna           | David Paymer     | Rina Mimoun       | 17. října 2011     | 27. února 2014  |
| 5            | 5         | Faith & Infidelity           | Tolerance chyb       | Ron Lagomarsino  | Debra Fordham     | 24. října 2011     | 28. února 2014  |
| 6            | 6         | The Undead & The Unsaid      | Vše odpuštěno        | Tom Amandes      | Donald Todd       | 7. listopadu 2011  | 3. března 2014  |
| 7            | 7         | The Crush & The Crossbow     | Lásky a trápení      | David Paymer     | Leila Gerstein    | 14. listopadu 2011 | 4. března 2014  |
| 8            | 8         | Homecoming & Coming Home     | Nevydařená párty     | Jeremiah Chechik | Rina Mimoun       | 21. listopadu 2011 | 5. března 2014  |
| 9            | 9         | The Pirate & The Practice    | Pirátský poklad      | Joe Lazarov      | Debra Fordham     | 28. listopadu 2011 | 6. března 2014  |
| 10           | 10        | Hairdos & Holidays           | Vánoční soutěž krásy | David Paymer     | David Babcock     | 5. prosince 2011   | 7. března 2014  |
| 11           | 11        | Hell's Belles                | Ďábelské krásky      | Janice Cooke     | Donald Todd       | 23. ledna 2012     | 10. března 2014 |
| 12           | 12        | Mistress & Misunderstandings | Tajné kamarádky      | James Hayman     | Beth Schwartz     | 30. ledna 2012     | 11. března 2014 |
| 13           | 13        | Sweetie Pies & Sweaty Palms  | Koláčový ples        | Patrick Norris   | Leila Gerstein    | 6. února 2012      | 12. března 2014 |
| 14           | 14        | Aliens & Aliases             | Komu ublíží pravda   | Tom Amandes      | Debra Fordham     | 13. února 2012     | 13. března 2014 |
| 15           | 15        | Snowflakes & Soulmates       | Smolný den           | Andy Wolk        | David Babcock     | 20. února 2012     | 14. března 2014 |
| 16           | 16        | Tributes & Triangles         | Muž roku             | Joe Lazarov      | Michelle Paradise | 27. února 2012     | 17. března 2014 |
| 17           | 17        | Heart to Hart                | Hartovo srdce        | Tim Matheson     | Rina Mimoun       | 9. dubna 2012      | 18. března 2014 |
| 18           | 18        | Bachelorettes & Bullets      | Loučení se svobodou  | Patrick Norris   | Donald Todd       | 16. dubna 2012     | 19. března 2014 |
| 19           | 19        | Destiny & Denial             | Osudová přitažlivost | David Paymer     | Leila Gerstein    | 23. dubna 2012     | 20. března 2014 |
| 20           | 20        | The Race & the Relationship  | Bluebellové klání    | Ron Lagomarsino  | Alex Katsnelson   | 30. dubna 2012     | 21. března 2014 |
| 21           | 21        | Disaster Drills & Departures | Návraty              | Jeremiah Chechik | Donald Todd       | 7. května 2012     | 24. března 2014 |
| 22           | 22        | The Big Day                  | Velký den            | Tim Matheson     | Leila Gerstein    | 14. května 2012    | 25. března 2014 |

### Druhá řada (2012–2013)
| Č. v seriálu | Č. v řadě | Původní název                           | Český název             | Režie            | Scénář                           | Premiéra v USA     | Premiéra v ČR   |
| ------------ | --------- | --------------------------------------- | ----------------------- | ---------------- | -------------------------------- | ------------------ | --------------- |
| 23           | 1         | I Fall to Pieces                        | Rozpolcená              | Tim Matheson     | Leila Gerstein                   | 2. října 2012      | 26. března 2014 |
| 24           | 2         | Always on My Mind                       | Posedlá                 | Anton Cropper    | Carter Covington                 | 9. října 2012      | 27. března 2014 |
| 25           | 3         | If It Makes You Happy                   | Když ti to pomůže       | Elodie Keene     | Alex Taub                        | 16. října 2012     | 28. března 2014 |
| 26           | 4         | Suspicious Minds                        | Kdo tady žárlí          | John Stephens    | Jamie Gorenberg                  | 23. října 2012     | 31. března 2014 |
| 27           | 5         | Walkin' After Midnight                  | Půlnoční procházka      | Joe Lazarov      | Veronica Becker a Sarah Kucserka | 30. října 2012     | 1. dubna 2014   |
| 28           | 6         | I Walk the Line                         | Děsný souboj            | Tim Matheson     | Donald Todd                      | 13. listopadu 2012 | 2. dubna 2014   |
| 29           | 7         | Baby, Don't Get Hooked on Me            | Se mnou asi ne, chlapče | Michael Schultz  | Carter Covington                 | 20. listopadu 2012 | 3. dubna 2014   |
| 30           | 8         | Achy Breaky Hearts                      | Zlomená srdce           | Janice Cooke     | Alex Taub                        | 27. listopadu 2012 | 4. dubna 2014   |
| 31           | 9         | Sparks Fly                              | Jiskření                | Norman Buckley   | Jamie Gorenberg                  | 4. listopadu 2012  | 7. dubna 2014   |
| 32           | 10        | Blue Christmas                          | Smutné Vánoce           | Patrick Norris   | Leila Gerstein                   | 11. listopadu 2012 | 8. dubna 2014   |
| 33           | 11        | Old Alabama                             | Stará dobrá Alabama     | David Paymer     | Veronica Becker a Sarah Kucserka | 15. ledna 2013     | 9. dubna 2014   |
| 34           | 12        | Islands In the Stream                   | Ostrovy na řece         | Joe Lazarov      | Donald Todd                      | 22. ledna 2013     | 10. dubna 2014  |
| 35           | 13        | Lovesick Blues                          | Nemocní láskou          | Ron Lagomarsino  | Alex Taub                        | 29. ledna 2013     | 11. dubna 2014  |
| 36           | 14        | Take Me Home, Country Roads             | Návrat domů             | Jeremiah Chechik | Carter Covington                 | 5. února 2013      | 14. dubna 2014  |
| 37           | 15        | The Gambler                             | Hazardér                | Jim Hayman       | Dan Steele                       | 19. února 2013     | 15. dubna 2014  |
| 38           | 16        | Where I Lead Me                         | Asi to tak mělo být     | Kevin Mock       | Leila Gerstein                   | 26. února 2013     | 16. dubna 2014  |
| 39           | 17        | We Are Never Ever Getting Back Together | S tebou už nikdy        | David Paymer     | Jamie Gorenberg                  | 5. března 2013     | 17. dubna 2014  |
| 40           | 18        | Why Don't We Get Drunk?                 | Pařba v Bluebell        | Rebecca Asher    | Veronica Becker a Sarah Kucserka | 9. dubna 2013      | 18. dubna 2014  |
| 41           | 19        | This Kiss                               | Polibek                 | Bethany Rooney   | Leila Gerstein                   | 16. dubna 2013     | 22. dubna 2014  |
| 42           | 20        | If Tomorrow Never Comes                 | Teď nebo nikdy          | Jim Hayman       | Alex Taub                        | 23. dubna 2013     | 23. dubna 2014  |
| 43           | 21        | I'm Moving On                           | Život jde dál           | Janice Cooke     | Donald Todd                      | 30. dubna 2013     | 24. dubna 2014  |
| 44           | 22        | On the Road Again                       | Opět na cestách         | Tim Matheson     | Leila Gerstein a Len Goldstein   | 7. května 2013     | 24. dubna 2014  |

### Třetí řada (2013–2014)
| Č. v seriálu | Č. v řadě | Původní název                     | Český název                   | Režie                | Scénář                         | Premiéra v USA     | Premiéra v ČR     |
| ------------ | --------- | --------------------------------- | ----------------------------- | -------------------- | ------------------------------ | ------------------ | ----------------- |
| 45           | 1         | Who Says You Can't Go Home        | Kdo říká, že nemůžeš jet domů | Bethany Rooney       | Leila Gerstein                 | 7. října 2013      | 1. prosince 2014  |
| 46           | 2         | Friends in Low Places             | Kamarádi na prvním místě      | Elodie Keene         | Sheila Lawrence                | 14. října 2013     | 2. prosince 2014  |
| 47           | 3         | Take This Job and Shove It        | Najdi si už práci             | Jim Hayman           | Alex Taub                      | 21. října 2013     | 3. prosince 2014  |
| 48           | 4         | Help Me Make It Through the Night | Noc plná překvapení           | Tim Matheson         | Jamie Gorenberg                | 28. října 2013     | 4. prosince 2014  |
| 49           | 5         | How Do You Like Me Now?           | Boj o sympatie                | David Paymer         | Sarah Kucserka a Veronica West | 4. listopadu 2013  | 8. prosince 2014  |
| 50           | 6         | Family Tradition                  | Rodina nade vše               | Jim Hayman           | Dan Steele                     | 11. listopadu 2013 | 9. prosince 2014  |
| 51           | 7         | I Run To You                      | Závod                         | Brandi Bradburn      | Sheila Lawrence                | 18. listopadu 2013 | 10. prosince 2014 |
| 52           | 8         | Miracles                          | Zázraky                       | David Paymer         | Leila Gerstein                 | 25. listopadu 2013 | 11. prosince 2014 |
| 53           | 9         | Something to Talk About           | Musíme si promluvit           | Mary Lou Belli       | Alex Taub                      | 13. ledna 2014     | 15. prosince 2014 |
| 54           | 10        | Star of the Show                  | Kabaret bude                  | John Stephens        | Kendall Sand                   | 20. ledna 2014     | 16. prosince 2014 |
| 55           | 11        | One More Last Chance              | Snaha se cení                 | Kevin Mock           | Jamie Gorenberg                | 27. ledna 2014     | 17. prosince 2014 |
| 56           | 12        | Should've Been a Cowboy           | Měl jsem být kovboj           | Les Butler           | Sarah Kucserka a Veronica West | 3. února 2014      | 18. prosince 2014 |
| 57           | 13        | Act Naturally                     | Tvař se, jakoby nic           | Patrick Norris       | Dan Steele                     | 10. února 2014     | 22. prosince 2014 |
| 58           | 14        | Here You Come Again               | Návrat ztracené dcery         | Janice Cooke         | Sheila Lawrence                | 21. března 2014    | 23. prosince 2014 |
| 59           | 15        | Ring of Fire                      | Ohnivý kruh                   | Kevin Mock           | Alex Taub                      | 28. března 2014    | 5. ledna 2015     |
| 60           | 16        | Carrying Your Love with Me        | Tvou lásku si nesu s sebou    | Tim Matheson         | Leila Gerstein                 | 4. dubna 2014      | 6. ledna 2015     |
| 61           | 17        | A Good Run of Bad Luck            | Smůla, kam se podíváš         | Ricardo Mendez Matta | Sarah Kucserka a Veronica West | 11. dubna 2014     | 7. ledna 2015     |
| 62           | 18        | Back in the Saddle Again          | Zpátky v sedle                | Rebecca Asher        | Kendall Sand                   | 18. dubna 2014     | 8. ledna 2015     |
| 63           | 19        | A Better Man                      | Lepší člověk                  | David Paymer         | Jamie Gorenberg                | 25. dubna 2014     | 12. ledna 2015    |
| 64           | 20        | Together Again                    | Opět spolu                    | Michael Schultz      | Sheila Lawrence a Dan Steele   | 2. května 2014     | 13. ledna 2015    |
| 65           | 21        | Stuck                             | Cedule                        | Mary Lou Belli       | Alex Taub                      | 9. května 2014     | 14. ledna 2015    |
| 66           | 22        | Second Chance                     | Druhá šance                   | Bethany Rodney       | Leila Gerstein                 | 16. května 2014    | 15. ledna 2015    |

### Čtvrtá řada (2014–2015)
| Č. v seriálu | Č. v řadě | Původní název       | Český název          | Režie                | Scénář                       | Premiéra v USA    | Premiéra v ČR |
| ------------ | --------- | ------------------- | -------------------- | -------------------- | ---------------------------- | ----------------- | ------------- |
| 67           | 1         | Kablang             | Jobovka              | David Paymer         | Leila Gerstein               | 15. prosince 2014 | 22. září 2015 |
| 68           | 2         | The Curling Iron    | Kulma na vlasy       | Michael Schultz      | April Blair                  | 16. ledna 2015    | 23. září 2015 |
| 69           | 3         | The Very Good Bagel | Sladké pokušení      | Richard W. Abramitis | Kendall Sand                 | 23. ledna 2015    | 24. září 2015 |
| 70           | 4         | Red Dye #40         | Talentová soutěž     | Bethany Rooney       | Tamar Laddy a Ari Posner     | 30. ledna 2015    | 25. září 2015 |
| 71           | 5         | Bar-Be-Q Burritos   | Stánek s buritos     | Les Butler           | Adam Milch                   | 6. února 2015     | 29. září 2015 |
| 72           | 6         | Alabama Boys        | Je to kluk           | Mary Lou Belli       | Leila Gerstein a April Blair | 20. února 2015    | 30. září 2015 |
| 73           | 7         | The Butterstick Tab | Pěkně mastný účet    | Ricardo Mendez Matta | Amy Roy                      | 27. února 2015    | 1. října 2015 |
| 74           | 8         | 61 Candles          | Šedesát jedna svíček | Brandi Bradburn      | April Blair a Tamar Laddy    | 6. března 2015    | 2. října 2015 |
| 75           | 9         | End of Days         | Konec světa          | Tim Matheson         | Adam Milch a Kendall Sand    | 20. března 2015   | 5. října 2015 |
| 76           | 10        | Bluebell            | Bluebell             | David Paymer         | Leila Gerstein               | 27. března 2015   | 6. října 2015 |